# Envronville
Envronville település Franciaországban, Seine-Maritime megyében. Lakosainak száma 361 fő (2022. január 1.). Envronville Cliponville, Écretteville-lès-Baons, Hautot-le-Vatois, Rocquefort és Terres-de-Caux községekkel határos.

## Népesség
A település népességének változása:
| Lakosok száma | 328  | 332  | 340  | 343  | 349  | 349  | 351  | 356  | 361  |
|               | 2013 | 2015 | 2016 | 2017 | 2018 | 2019 | 2020 | 2021 | 2022 |